# 前22世纪
| 千纪： | 前4千纪 \| 前3千纪 \| 前2千纪 |
| 世纪： | 前25世纪 \| 前24世纪 \| 前23世纪 \| 前22世纪 \| 前21世纪 \| 前20世纪 \| 前19世纪                                                         |
| 年代： | 前2190年代 \| 前2180年代 \| 前2170年代 \| 前2160年代 \| 前2150年代 \| 前2140年代 \| 前2130年代 \| 前2120年代 \| 前2110年代 \| 前2100年代 |

前2200年至前2101年的这一段期间被称为前22世纪。

## 重要事件、发展与成就
- 科学技术

- 战争与政治
  - 約前2193年：库提人滅阿卡德，統治美索不達米亞南部，建立古提姆政權。美索不達米亞南部之蘇美爾-阿卡德時代結束。)
  - 約前2185年：華夏部落聯盟盟主堯以舜為攝政，以便在其死後由舜繼立。其後舜也以相同方法選立禹為其繼承人，史稱「禪讓」制度。
  - 約前2181年：古埃及古王國時代結束，進入第一中間時期（第七王朝（約前2173年）—第十一王朝（約前1991年）。在此時代埃及陷入政治分裂，各州州長互相爭雄，爆發第一次埃及奴隸貧民大起义。底比斯和赫拉克里奧波利斯逐漸崛起，分別成為南方和北方之政治中心。
  - 約前2150年：古地亞繼為拉加什國王。在位期間向古提姆繳納大量貢賦，取得獨立地位；並推行社會改革，復興拉加什國勢
  - 約前2133年：古埃及南部统治者曼圖霍特普一世和因提夫一世割據底比斯，战胜统一北部的赫拉克里奧波利斯，建立古埃及第十一王朝。埃及之中王國時代開始。
  - 約前2120年：烏圖-赫加爾繼任烏魯克國王，率军打败库提王梯雷根，將古提人逐出美索不達米亞南部，推翻古提姆。
  - 約前2113年：烏爾-納姆击败乌鲁克，统一两河流域南部，建立烏爾第三王朝。在位期間稱霸美索不達米亞南部諸城邦，並頒佈《烏爾-納姆法典》。烏爾-納姆擊敗烏圖-赫加爾，滅烏魯克。此间，两河流域南部已经进入青铜时代，私有经济发展、中央集权加强，并出现奴隶制社会第一部法典《乌尔纳姆法典》，后为埃兰人和阿摩利人所灭。

- 公元前22世纪的天灾人祸
  - 气候上发生4.2千年事件，影响了许多文明的变化。
- 文化娱乐

- 疾病与医学

- 环境与自然资源